# بروس كينغ (لاعب كرة قدم أمريكية)
بروس كينغ (بالإنجليزية: Bruce King)‏ هو لاعب كرة قدم أمريكية أمريكي، ولد في 7 يناير 1963 في كلاركسفيل في الولايات المتحدة.